# OO Водолея
OO Водолея (лат. OO Aquarii), HD 198296 — двойная затменная переменная звезда типа W Большой Медведицы (EW) в созвездии Водолея на расстоянии приблизительно 919 световых лет (около 282 парсеков) от Солнца. Видимая звёздная величина звезды — от +9,63m до +9,2m. Орбитальный период — около 0,5866 суток (14,079 часов).

## Характеристики
Первый компонент — белая звезда спектрального класса A5IV/V. Радиус — около 1,77 солнечного, светимость — около 10,967 солнечных. Эффективная температура — около 7905 К.